# エンジンブレーキ
エンジンブレーキ（Engine braking）とは、自動車や鉄道車両などエンジン(主に内燃機関)で車輪を駆動する車両において、エンジン出力を絞ることで、エンジンの抵抗によって生じる制動作用である。特定の制動装置を示す言葉ではなく、概念である。自動車やオートバイではアクセルペダルやスロットルグリップを戻すことでエンジンブレーキの作用が発生する。鉄道車両では、エンジンブレーキボタンやブレーキハンドルを操作することで利用できる。エンブレと略すこともある。
固定ギアの自転車ではペダルに逆方向の力を掛ければエンジンブレーキと同様に減速させることが出来る。また、スキッドと呼ばれる急制動も可能である。ただし、自動車のエンジンブレーキと同様に道路交通法では制動装置として認められていない。

## 概要
運転中のエンジンには下記のような損失が生じる。
- 排気の熱として逃げる「排気熱損失」
- 冷却水へ熱が逃げる「冷却損失」
- 機械的な摩擦やオイルの撹拌で生じる抵抗の「機械的摩擦損失」
- 吸排気の流体抵抗として生じる「ポンプ損失(ポンピングロス)」
- 輻射によるエネルギー散逸
- 燃料の未燃焼分の化学的熱量消失[4]
- オルタネーターなどの補器類を駆動するための「補機類駆動損失」[5]

このうち機械的摩擦損失、ポンピングロス、補機類駆動損失ならびに冷却損失の一部はエンジン回転の抗力として作用し、走行中にエンジン出力と走行抵抗を平衡させた状態(一定車速)からエンジン出力を絞ると、車両には減速力、すなわちエンジンブレーキとして作用する。
ポンピングロスは、エンジンがポンプのように空気を吸入し、排気ガスを排出することで生ずる抵抗である。ガソリンエンジンに代表されるスロットルバルブを有するエンジンにおいては、スロットル開度が小さいほど、空気吸入時の筒内負圧が大きくなり、エンジンブレーキが強く作用する。一方で、ディーゼルエンジンのようにスロットルバルブによる出力調整を伴わないエンジンは、エンジンブレーキの作用が弱い。ディーゼルエンジンを搭載した大型の貨物自動車は車重による慣性力が大きいことから、排気抵抗を増してエンジンブレーキの作用を補強する排気ブレーキや、リターダといった補助的な制動装置が追加される場合が多い。
近年の自動車で採用されている電子制御式燃料噴射装置では、燃費向上のため、アクセルペダルからの入力が無くエンジン回転速度が一定値以上の場合、燃料噴射を停止する（燃料カット）。つまり、エンジンブレーキが作用して車両が減速していく際、燃料は消費されない。

## 自動車等
長い下り坂などでフットブレーキを使い続けた際、摩擦熱によってブレーキ部品が高温になり、摩擦材の摩擦力が低下するフェード現象や、ブレーキ液が沸騰してブレーキ液内に気泡が発生し油圧が伝わらなくなるベーパーロック現象が発生する可能性がある。いずれの場合もフットブレーキの効きが極端に低下するため、長い下り勾配ではエンジンブレーキを併用することが広く推奨されており、日本の自動車免許の教習過程にも組み込まれている。
MT（マニュアルトランスミッション）の場合は、エンジンから駆動輪まで駆動力が直接伝達されるため、エンジンブレーキは比較的強く作用する。一方、AT（オートマチックトランスミッション）に代表されるトルクコンバーターを用いるものは、駆動力が流体（ATフルード）を介して伝達されるため、エンジンブレーキの作用が弱い。近年のトルクコンバーター式ATでは、運転のダイレクト感や減速時の燃料カット領域の拡大を目的として、MT同様に駆動力を直接伝達する工夫（ロックアップ機構など）が凝らされた物もあり、その差は解消して来ている。
トランスミッションは、ギア比が低いギア段であるほど、エンジンブレーキが強くはたらく。MTの場合は運転者の任意で勾配に応じたギアを選択できる。一方、古くから普及しているATでは、Dレンジのままアクセルを戻しただけでは高いギヤが選択されるため、必要によって2レンジやLレンジに切り替えたり、MTモードを使用する必要がある。ATの電子制御技術の発達に伴い、下り坂を走っていることを検知して、Dレンジのままでも自動的に低いギアを選択するものも登場している。
急激にクラッチを接続したり、速度に対して低すぎるギアを選択するなど、路面とタイヤの摩擦に対して強すぎるエンジンブレーキが作用すると、駆動輪がスリップし車両が不安定となる。未舗装路や凍結路など、摩擦係数の低い路面で比較的発生しやすいが、フットブレーキよりは制動力が穏やかで滑りにくく、比較的安全であるとされてきた。近年ではABSを含む横滑り防止装置を採用する車両も増えており、上述のフェード現象やベーパーロック現象が生じない限り、フットブレーキのみでもカバー出来る。
ATの場合は誤操作などで、高速走行中にLレンジなどに操作されても、エンジンの許容回転速度を超える事態(オーバーレブ)が発生しないように、あらかじめ設定された速度に落ちるまで変速しないように制御される。オートバイの場合、強すぎるエンジンブレーキの作用により駆動輪がスリップすると転倒する危険があるため、クラッチにバックトルクリミッターを装備し、駆動輪へのエンジンブレーキの制動トルク伝達を一定値までに制限している車種もある。
また、近年の日本製の中・小型車の主流となっている金属ベルト式CVT（無段変速機）の場合、エンジンブレーキ多用は駆動系へ負担をかけ、滑らかな変速ができなくなる可能性がある。そもそもエンジンブレーキはフットブレーキの性能が貧弱だった時代に推奨されていたものであり、フットブレーキの性能が向上した現代の車にはエンジンブレーキを多用する理由は無いとする評論・専門家もいる。
しかしながら現代では世界的にハイブリッド車（HV）の比率が増し、将来的にはそれらを含む電気自動車（EV）等の電動車が主流になるとみられており、即ち、エンジンブレーキに代わって回生ブレーキが制動力のメインとなり、油圧等の機械ブレーキはそのアシストに過ぎなくなるとみられている。これら電気自動車や、モーター駆動を主とするハイブリッド車等の場合、長い下り勾配等のエンジンブレーキが必要な際は回生ブレーキを強く利かせるモード（Bレンジ等）を使用する。
オートレースの競走車はアクセルを完全に閉じることで非常に強力なエンジンブレーキをかけることが出来る（一般的なエンジンにあるアイドリング機構が無い。）。

## 鉄道車両
気動車やディーゼル機関車のうち、自動車のMT同様の構造を持つものや、液体式変速機を持つものでも、直結段では理論上はエンジンブレーキが使える。しかし鉄道車両の場合、車体重量がエンジン容量に比べて大きく、かつ線路と動輪間の摩擦係数が金属製のため低いという特徴を持つため、効果的な減速が行えないことと、動輪の滑走を防ぐため、長らくエンジンブレーキが常用されることはなく、連続する下り坂でも制輪子による制動が行なわれてきた。制輪子以外の制動方式として、ハイドロリックダイナミックブレーキやトルクコンバータを利用するコンバータブレーキもあるが、これらもエンジンへの制動力の入力を回避するためである。
その後の内燃動車の技術革新により、排気ブレーキと併用するエンジンブレーキが使用できる車両も登場している。総括間接制御が前提の日本の気動車やディーゼル機関車の場合、燃料噴射ポンプを制御するマスコンハンドルが中立(アイドリング)で、エンジンブレーキボタンを押すと変速機がつながってエンジンブレーキがかかる。また、常用ブレーキと常に併用している車両の場合は、ブレーキハンドルを操作することで自動的にエンジンブレーキが作用する。
電気式気動車・ディーゼル機関車は、駆動系とエンジンが直接繋がっていないため、一旦電気エネルギーに変換した上で、発電用電動機でエンジンを回して運動エネルギーとして消費する。なお、電気エネルギーとして蓄電池に貯蓄（回生ブレーキ）することが可能な場合は、通常そちらが用いられる。